# Bathythermographe

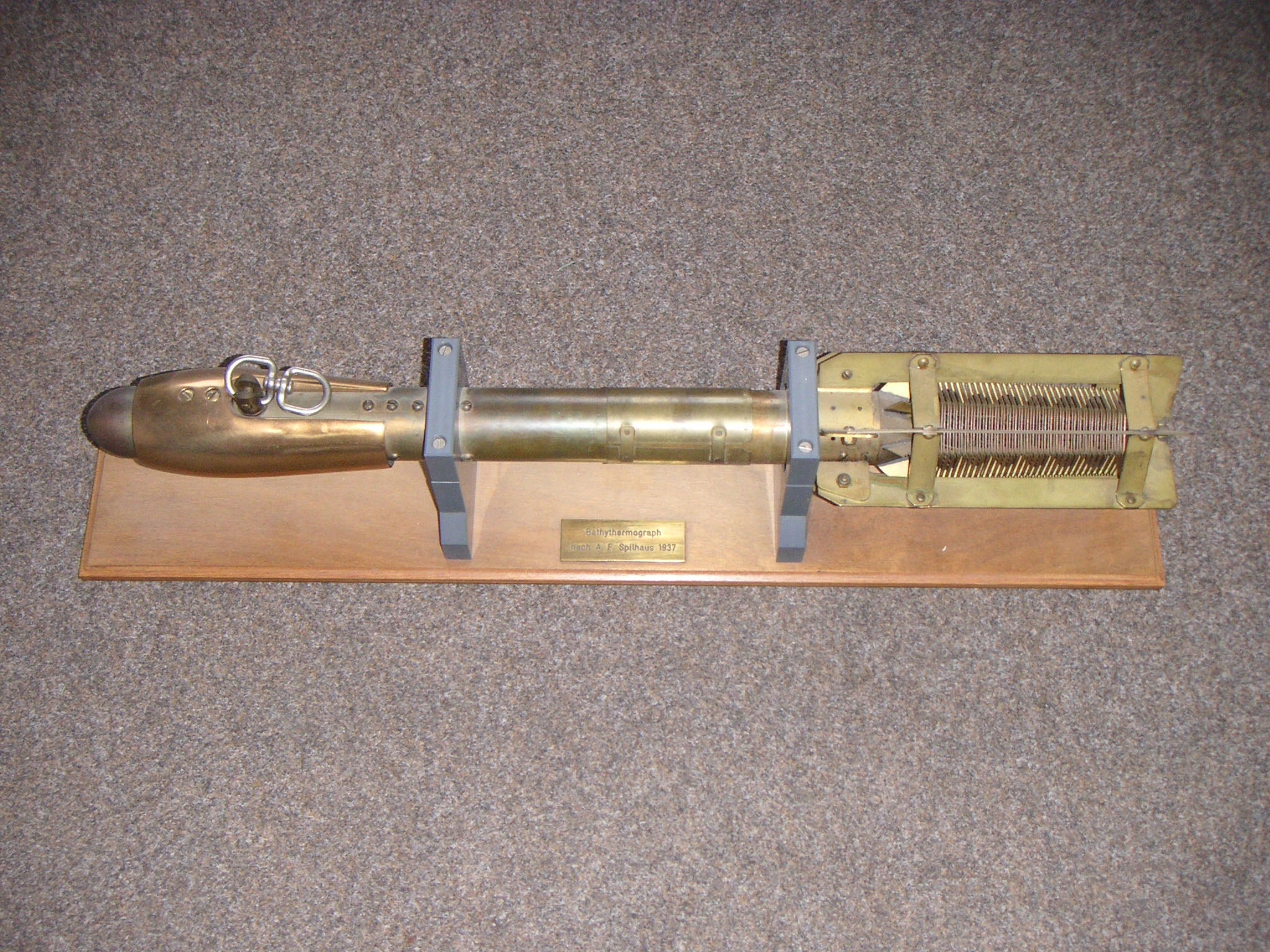
Un bathythermographe

Un bathythermographe est un appareil permettant de mesurer la température de l'eau en fonction de la profondeur. Le premier bathythermographe a été mis au point par Athelstan Spilhaus (en) en 1938.

## Utilisation à bord des sous-marins
La température de l'eau est variable en fonction de la profondeur, de même que la salinité de l'eau. Ces variations peuvent altérer les performances d'un sonar – dont les ondes peuvent être réfractées par une couche plus froide – et c'est la raison pour laquelle cet équipement a été installé sur les sous-marins américains pendant la Seconde Guerre mondiale.
Un sous-marin peut ainsi rechercher ces couches plus froides, sous la thermocline saisonnière, pour échapper au sonar de coque d'un bâtiment de surface adverse.
Les sonars remorqués à immersion variable sont immergés sous les thermoclines et peuvent ainsi détecter un sous-marin en plongée sous cette couche la plus froide, grâce à la résurgence vers la surface des sons émis en profondeur.